# Georges Le Roy
Georges Le Roy (28 de febrero de 1885 - 3 de agosto de 1965) fue un actor teatral y cinematográfico de nacionalidad francesa, miembro de la Comédie-Française y profesor del Conservatoire de Paris.

## Biografía
Nacido en París, Francia, su nombre completo era Georges Daniel Eugène Le Roy. Entró en la Comédie-Française en 1908, donde interpretó la obra Polyeucte, siendo miembro desde 1919 hasta 1941, dando su despedida el 17 de febrero de 1950.
Por iniciativa propia, el 17 de febrero de 1922 se celebró en la iglesia Saint Roch un solemne servicio por el reposo del alma de Molière. Igualmente, se le debe la creación ese mismo año de la Union Catholique du Théâtre et de la Musique.
En el Conservatorio de París, Le Roy tuvo entre sus alumnos a Edwige Feuillère, Gisèle Casadesus, Jean Meyer, Jean Desailly, Micheline Boudet, Denise Gence, Gérard Philipe, André Falcon, Bruno Cremer, Jean-Paul Belmondo, Jean-Pierre Marielle, Michel Beaune, Claude Rich, Michel Le Royer, Georges Descrières y Yves Gasc. Como profesor, Georges Le Roy retomó lo que intérpretes como Edmond Got, Ernest Legouvé y Henri Dupont-Vernon habían cumpido, siguiendo los textos de Jean Racine, Fénelon, Voltaire y Jean-François Marmontel acerca de la estructura sintáctica y el sentido en las frases en verso .
Georges Le Roy falleció en Marly-le-Roi, Francia, en 1965. Había estado casado con la actriz Jeanne Delvair (1877-1949), que fue también miembro de la Comédie-Française.

## Teatro

### Actor
- 1906 : La Courtisane, de André Arnyvelde, Comédie-Française
- 1909 : La Furie, de Jules Bois, Comédie-Française
- 1909 : La Robe rouge, de Eugène Brieux, Comédie-Française
- 1910 : Les Marionnettes, de Pierre Wolff, Comédie-Française
- 1911 : Cher maître, de Fernand Vanderem, Comédie-Française
- 1912 : Bagatelle, de Paul Hervieu
- 1913 : L'Embuscade, de Henry Kistemaeckers, Comédie-Française
- 1913 : La Marche nuptiale, de Henry Bataille, Comédie-Française
- 1915 : Le Mariage forcé, de Molière, Comédie-Française
- 1917 : L'Éternelle Présence, de André Dumas, Comédie-Française
- 1920 : Le Repas du lion, de François de Curel, Comédie-Française
- 1920 : Barberine, de Alfred de Musset, escenografía de Émile Fabre, Comédie-Française
- 1920 : Paraître, de Maurice Donnay, Comédie-Française
- 1921 : Les Fâcheux, de Molière, Comédie-Française
- 1922 : L'Abbé Constantin, de Hector Trémieux y Pierre Decourcelle, Comédie-Française
- 1922 : Don Juan, de Molière, Comédie-Française
- 1929 : Le Marchand de Paris, de Edmond Fleg, Comédie-Française
- 1933 : Coriolano, de William Shakespeare, escenografía de Émile Fabre, Comédie-Française
- 1934 : L'Otage, de Paul Claudel, escenografía de Émile Fabre, Comédie-Française
- 1935 : Madame Quinze, de Jean Sarment, escenografía del autor, Comédie-Française
- 1937 : Los negocios son los negocios, de Octave Mirbeau, escenografía de Fernand Ledoux, Comédie-Française
- 1938 : Esther, de Jean Racine, escenografía de Georges Le Roy, Comédie-Française
- 1938 : L'Otage, de Paul Claudel, escenografía de Émile Fabre, Comédie-Française
- 1939 : Asmodée, de François Mauriac, escenografía de Jacques Copeau
- 1946 : Hamlet, de William Shakespeare, escenografía de Jean-Louis Barrault, Théâtre Marigny

### Director
- 1938 : Esther, de Jean Racine, Comédie-Française
- 1939 : Atalía, de Jean Racine, Comédie-Française
- 1946 : La Princesse d'Élide, de Molière, Comédie-Française
- 1953 : La Jalousie du barbouillé y Le Mariage forcé, de Molière y Jean-Baptiste Lully, Conservatoire national supérieur d'art dramatique
- 1954 : Los Litigantes, de Jean Racine, Théâtre Marigny

## Filmografía
- 1910 : L'Image, de Albert Capellani
- 1914 : La joie fait peur, de Jacques Roullet
- 1922 : Molière, sa vie, son œuvre, de Jacques de Féraudy
- 1948 : D'homme à hommes, de Christian-Jaque
- 1949 : Miquette et sa mère, de Henri-Georges Clouzot